# Scarlett Pomers
Scarlett Noel Pomers (Riverside, 28. studenog 1988.) američka je glumica, koja se proslavila u humorističnoj seriji "Reba", glumivši mrzovoljnu, ali jako pametnu Rebinu kćer Kyru. U petoj sezoni serije, Scarlett je izostajala sa snimanja zbog borbe s anoreksijom. No na kraju petnaestogodišnja glumica ipak pobjeđuje anoreksiju te se vraća snimanju "Rebe".

## Vanjske poveznice
- Scarlett Pomers Službena stranica
- Scarlett Pomers u internetskoj bazi filmova IMDb-u (engl.)